# Holodomorul în RASS Moldovenească
Holodomorul în Republica Autonomă Sovietică Socialistă Moldovenească (RASSM) a fost parte a foametei provocate în mod deliberat de regimul stalinist sovietic în perioada 1932–1933, cunoscută drept Holodomor. Această tragedie a afectat grav populația majoritar moldovenească din RASSM, regiune creată în 1924 în cadrul Republicii Sovietice Socialiste Ucrainene.

## Context
RASSM a fost înființată în 1924 în Transnistria, ca o entitate autonomă menită să contracareze influența României interbelice asupra Basarabiei. La începutul anilor 1930, autoritățile sovietice au intensificat colectivizarea forțată a agriculturii și represiunea politică, inclusiv deportarea a mii de familii considerate culaci.
În perioada 1929–1930, peste 3.000 de gospodării țărănești din RASSM au fost declarate „culăcești”, cu confiscarea proprietăților și deportarea familiilor.

## Cauze și desfășurare
În 1932, autoritățile sovietice au impus cote de colectare a cerealelor extrem de ridicate, în ciuda unei producții agricole slabe. Încă din primăvara acelui an, revărsarea Nistrului a afectat culturile, iar seceta urmată de ploi abundente a distrus mare parte din recoltă.
În mod deliberat, autoritățile au continuat colectările de cereale, lăsând populația fără mijloace de subzistență. Din cauza înfometării, aproximativ 20.000 de persoane au murit în RASSM în perioada 1932–1933. Mii de locuitori au încercat să treacă Nistrul, în România Mare. Pe 23 februarie 1932, numai în dreptul satului Olănești, pe malul sovietic al Nistrului, au fost împușcați 40 de fugari (includiv femei și copii) de către grănicerii sovietici. Masacrul a fost dezbătut în Parlamentul României, dar nu s-au luat măsuri.

## Impact și urmări
Holodomorul a avut un efect devastator asupra societății moldovenești din RASSM. O parte semnificativă a populației rurale a murit sau a fost dezrădăcinată. Familiile au fost despărțite, satelor li s-a schimbat complet structura demografică, iar identitatea culturală a fost erodată prin politici de rusificare și reeducare ideologică.

## Memorie și recunoaștere
În perioada sovietică, subiectul foametei a fost cenzurat și negat oficial. Abia după 1991, cercetătorii au început să documenteze și să recunoască impactul Holodomorului în regiunea transnistreană.
Deși Ucraina și alte state au recunoscut Holodomorul ca genocid, impactul asupra moldovenilor din RASSM este mai puțin discutat. Cu toate acestea, cercetări recente încep să aducă în lumină această componentă ignorată a istoriei foametei din URSS.